# نارندرا بدی
نارندرا بدی (انگلیسی: Narendra Bedi; 1937 – ۲۱ اکتبر ۱۹۸۲) کارگردان فیلم و فیلم‌نامه‌نویس اهل هند بود.

## فیلم‌شناسی
- به عشق تو قسم می‌خورم
- بی‌نام
- عدالت
- امور لکه‌دار
- پیوند